# Софијини извори
Софијини извори или Софијини кругови као места „лековитог магнетног зрачења”, налазе се на Фрушкој гори, у близини раскрснице Партизанског пута и пута Лежимир-Свилош.
Открила их је Софија Милановић, по чијој тврдњи ова места поседују лековита магнетна поља чиме повољно утичу на централни нервни систем и лечење разних болести. Једино што треба да се уради је се да уђете у један од кругова, затворе очи на 20 минута и препусти се „утицају зрачења”.
Иако је место посећено преко целе године, не постоји ниједан егзактан доказ који би потврдио лековитост Софинијих извора.